# 베트남 우편 전기 공사
베트남 우편 전기 공사(Vietnam Posts and Telecommunications Group, VNPT)은 베트남 정부가 소유한 우편과 통신 그룹으로 우체국을 소유하고 있다. 2007년 UNDP 목록에 따르면 베트남 농업과 농촌개발은행 다음으로 베트남에서 두 번째로 큰 회사이다. 베트남에서 3대 이동통신 사업자 중 하나인 비나폰을 소유하고 있다.
VNPT의 주요 비즈니스 활동에는 국내외 시장에서의 금융투자와 자본 거래를 포함한다. 그 외에도 국내외 우편, 통신, IT와 인터넷망 기반 서비스, 광고, 컨설팅, 통신망과 IT 계열의 설계, 통신망과 IT 장비의 수출입, 설치, 제조, 생산, 공급, 부동산 임대 등의 영역이 있다.

## 자회사
VNPT에는 자회사가 많이 있는데, 그 중 가장 중요한 것은 다음과 같다.
- VNPT-비나폰
- VNPT-넷
- VNPT-미디어
- VNPT-IT
- VNPT-테크놀러지